# Massilieurodes multipori
Massilieurodes multipori là một loài côn trùng cánh nửa trong họ Aleyrodidae, phân họ Aleyrodinae.
Massilieurodes multipori được Takahashi miêu tả khoa học đầu tiên năm 1932.